# Низькоспіновий комплекс
Низькоспіновий комплекс (англ. low spin complex) — метало-лігандний комплекс з меншим числом неспарених електронів, ніж незакомплексований металічний іон. Колимсильний ліганд комплексує металічний іон, розщеплення кристалічного поля є великим, і деякі електронні пари переважномзаповнюють енергетично вищі d-орбіталі.